# Mielkeana
Mielkeana es un género de polillas tortrícidas categorizado en la tribu Cochylini, de la subfamilia Tortricinae. Fue descrito por Józef Razowski y Becker en 1983.

## Especies
- Mielkeana angysocia Razowski y Becker, 1986
- Mielkeana gelasima Razowski y Becker, 1983
- Mielkeana perbella Razowski, 1993
- Mielkeana perjura (Razowski y Becker, 1993)